# Ernst Peter Huber
Ernst Peter Huber (* 31. Oktober 1900 in Zell am Harmersbach; † 29. Juni 1959 ebenda) war ein Kunstmaler.

## Leben
Ernst Peter Huber wurde am 31. Oktober 1900 als Sohn des Peter Huber, Werkführer der Vereinigten Keramischen Fabriken, und dessen Ehefrau Maria, geb. Dillberger in Zell am Harmersbach geboren. Nach Abschluss einer Ausbildung als Keramikmaler ging er zur weiteren Ausbildung auf die Kunstgewerbliche Fachschule nach Karlsruhe. Sein malerisches Talent drängte ihn jedoch nach freischaffendem Künstlertum und so besuchte er die bekannte Privatschule Block – Hagemann, Karlsruhe. Nach bestandener Prüfung wurde er zum Studium an der Staatlichen Kunstakademie 1921 als Schüler zugelassen und konnte sich hier mit allen Gebieten der Malerei und Techniken vertraut machen.
Im Alter von 26 Jahren war Huber kein unbekannter mehr. Die Galerie Moos in Karlsruhe zeigte 1926 im Rahmen einer Ausstellung deutsch-französischer Kunst des 19. / 20. Jahrhunderts neben Werken von Picasso, Manet, Césanne, Delacroix, Derain und Rodin u. a. Portraits von Huber.
Etwa zur gleichen Zeit zeigt die Kunsthalle Baden-Baden eine Kollektion namhafter Schweizer Maler wie u. a. Buri, Robert, Hodler und Blanchet zusammen, um sie einer Auswahl badischer Künstler gegenüberzustellen. Dem Studium in Karlsruhe folgten schaffensreiche Jahre in Berlin. Angeregt durch die alten Meister in Berliner Galerien galt die traditionelle Ölmalerei seinem Interesse, der er sich bevorzugt und mit Hingabe widmete.
Familiäre Gründe zwangen den Maler 1932 zur Rückkehr in seinen Heimatort im Schwarzwald. In der Folgezeit entstanden eine Vielzahl Kunstwerk. Es waren stilsichere Ölbilder, Pastelle und Aquarelle aus der Schwarzwaldheimat, sowie Porträts. Die Gründung einer Familie ließen seine Berufung zum Beruf werden. Freischaffend malte er fleißig in seinem Zeller Atelier.
Die Ereignisse des Zweiten Weltkrieges bewirkten einen Einbruch in Hubers Malerleben. Doch begleitete ihn die Staffelei im Tornister an die Front, wo er neue Eindrücke und Motive aufnahm und umsetzte. Seinen Aquarellen und Zeichnungen aus der Normandie und Holland war der Wahnsinn des Krieges nicht anzumerken.
Die Geldentwertung 1948 bedeutete einen tiefen Einschnitt in sein Leben. Die Sicherheit eigener finanzieller Rücklagen war verloren gegangen und das Interesse an Kunstwerken war zu jener Zeit völlig dem wirtschaftlichen Aufbau untergeordnet. So kehrte er zurück in die Keramische Fabrik, um mit der Ausbildung des Nachwuchses und im Musteratelier den Lebensunterhalt zu verdienen. Dort blieb er, obwohl sein Name als Könner und Künstler an Bedeutung gewann. Huber schloss sich dem Künstlerkreis Wolfach an, der sich der Tradition der Maler Liebich, Hasemann, Thoma oder Sandhaas verpflichtet fühlte. Dieser Zeit entstammen klassische Portraits und Landschaften, die heute als Inbegriff regionalen Heimatgutes betrachtet werden können.
Er starb am 29. Juni 1959 an seinem Arbeitsplatz.